# Campeonato Piauiense de Futebol de 1979
O Campeonato Piauiense de Futebol de 1979 foi o 39º campeonato de futebol do Piauí. A competição foi organizada pela Federação Piauiense de Desportos e o campeão foi o Flamengo.

## Premiação
| Campeonato Piauiense de Futebol de 1979 |
| --------------------------------------- |
| FLAMENGO Campeão (10º título)           |